# 아발란체 (밴드)
아발란체(노르웨이어: Avalanche)는 노르웨이의 디스코 및 댄스 듀오이다. 1980년대 후반부터 1990년대까지 이 부부는 독일과 프랑스에서 거주하며 활동했다. 현재 두 자녀와 함께 노르웨이 아우르스코그-홀란드에 거주하고 있다.